# El Mont Dingjun
El Mont Dingjun (Dìngjūn Shān o Dingjunshan; en xinès tradicional 定軍山; en xinès simplificat 定军山) és una pel·lícula muda xinesa de 1905 dirigida per Ren Qingtai (任慶泰), pseudònim de Ren Jingfeng (任景豐), qui va ser assistit pel seu cinematògraf Liu Zhonglun (劉仲伦). Aquesta pel·lícula, realitzada pel Fengtai Photography Studio (豐泰照相館) de Pequín, constitueix la primera pel·lícula xinesa de la història.
La pel·lícula consistida en un enregistrament de l'estrella de l'Òpera de Pequín, Tan Xinpei, disfressat de Huang Zhong i cantant alguna ària de l'òpera de Pequín del mateix nom. La interpretació és una dramatització de la batalla del Mont Dingjun (219 AD), basada en un episodi de la novel·la històrica del segle xiv, el Romanç dels Tres Regnes. L'única còpia va ser destruïda en un incendi al final dels anys 1940.

## En la cultura popular
Dues pel·lícules expliquen de manera fictícia els esdeveniments d'aquesta pel·lícula.
Màgia d'ombra, una co-producció sinoamericana dirigida per Ann Hu, amb Xia Yu com a Liu Jinglun (basat en Liu Zhonglun), Liu Peiqi com a Mestre Ren (basat en Ren Qingtai), Li Yusheng com a Tan Linmei (basat en Tan Xinpei), Lü Liping coma la muller de Ren, i Li Bin com a l'Emperadriu Dowager Cixi. També apareixen Jared Harris i Xing Yufei.
La pel·lícula xinesa de 2005, Dingjun Muntanya (定軍山) va ser realitzada per celebrar els 100 anys del cinema xinès. Dirigida per An Zhanjun, apareixen Yang Lixin com a Ren Jingtai (basat en Ren Qingtai), Tan Yuanshou com el seu besavi Tan Xinpei, Hao Rongguang com a Liu Zhonglun, Lü Zhong com l'Emperadriu Dowager Cixi, i Qu Ning com a la muller de Ren. També actua Liang Jingke.